# Visual Trap
La Visual Trap è un'azienda giapponese che lavora nel campo dei servizi musicali.
La società si occupa di promozione musicale a tutto campo: dal 1995, anno della fondazione, la Visual Trap si è occupata di produzione e realizzazione di animazione in 3D, progettazione di packaging, organizzazione di eventi, produzione e realizzazione di videoclip e pubblicità (tramite un gruppo di quattro registi), ed in generale di tutto quello che concerne i servizi promozionali legati al mondo della musica.

## Impatto culturale
In Giappone la comunicazione (soprattutto quella visiva) assume un ruolo predominante nella promozione di un artista, a volte persino superiore al contenuto della comunicazione stessa (come nel caso delle idol): il lavoro svolto da quest'azienda appare quindi centrale nel mondo della musica nipponica. Concentrandosi soprattutto nell'ambito dei videoclip musicali per band visual kei, i registi della Visual Trap hanno costruito titolo dopo titolo l'immaginario visivo del rock giapponese. La stragrande maggioranza dei video realizzati mostra semplicemente la band intenta nell'esecuzione del brano, ma il look e l'atmosfera giocano i ruoli principali: i costumi, il trucco, i capelli ed in generale l'aspetto degli artisti (studiato dalla Visual Trap) caratterizzano il gruppo musicale e ne forgiano l'identità, la visibilità e l'appetibilità sul pubblico in maniera determinante e duratura. Per quanto la Visual Trap non sia l'unica ad occuparsi di promozione musicale, l'opera di quest'azienda, esemplificata soprattutto dal fondatore e regista principale Hiroyuki Kondō, appare emblematica per l'intero panorama giapponese: questo eterogeneo regista è riuscito a portare al successo gruppi molto diversi fra di loro (dal pop più dolce al rock più duro), creando per loro il giusto appeal. Un paragone occidentale per capire l'importanza della simbiosi fra artista e regista è rintracciabile per esempio nelle opere di Tim Pope, che negli anni ottanta ha "inventato" i The Cure, o viceversa nel francese Michel Gondry che ha lavorato con molti artisti diversi, lasciando su tutti una caratterizzazione personale (fortemente riconoscibile) che li ha poi profondamente segnati anche in seguito.

## Lavori

### Film
- 2003 - Oresama con miyavi, diretto da Hiroyuki Kondō.

### Videoclip
| anno    | artista                             | titolo                                                                    | regista                         |
| ------- | ----------------------------------- | ------------------------------------------------------------------------- | ------------------------------- |
| 1996/06 | LINDBERG                            | Green eyed Monster                                                        | Hiroyuki Kondō                  |
| 1996/07 | FANATIC◇CRISIS                      | RAIN                                                                      | Hiroyuki Kondō                  |
| 1996/07 | FANATIC◇CRISIS                      | Tsuki no hana                                                             | Hiroyuki Kondō                  |
| 1996/09 | MASCHERA                            | Unmei no sharin                                                           | Hiroyuki Kondō                  |
| 1996/10 | Kaido                               | Kiss in the dark                                                          | Hiroyuki Kondō                  |
| 1996/12 | MerryGoRound                        | Shishunki no kyūketsuki                                                   | Hiroyuki Kondō                  |
| 1997/02 | Ōdō bōzu                            | WELCOME                                                                   | Hiroyuki Kondō                  |
| 1997/05 | THE DEAD P☆P STARS                  | EVER FREE                                                                 | Hiroyuki Kondō                  |
| 1997/11 | Dir en grey                         | Ash                                                                       | Hiroyuki Kondō                  |
| 1997/11 | Dir en grey                         | GARDEN                                                                    | Hiroyuki Kondō                  |
| 1997/11 | Dir en grey                         | Karma                                                                     | Hiroyuki Kondō                  |
| 1997/11 | Dir en grey                         | Sangeki no yoru                                                           | Hiroyuki Kondō                  |
| 1997/12 | Kill=slayd                          | Krank                                                                     | Hiroyuki Kondō                  |
| 1998/02 | Romance for~                        | Subarashiki hana wo sakase mashō                                          | Hiroyuki Kondō                  |
| 1998/03 | Kill=slayd                          | Masquerade                                                                | Hiroyuki Kondō                  |
| 1998/05 | Dir en grey                         | JEALOUS                                                                   | Hiroyuki Kondō                  |
| 1998/08 | H･R･K                               | Te no hira wo tai yōni                                                    | Hiroyuki Kondō                  |
| 1998/08 | Dir en grey                         | -I'll-                                                                    | Hiroyuki Kondō                  |
| 1998/10 | Kōji Suzuki                         | Seichō                                                                    | Hiroyuki Kondō                  |
| 1998/10 | Romance for~                        | Yūki wo ageyō kimi ni...                                                  | Hiroyuki Kondō                  |
| 1998/10 | La'Mule                             | inspire                                                                   | Hiroyuki Kondō                  |
| 1998/12 | MIRAGE                              | Risk en Eve                                                               | Hiroyuki Kondō                  |
| 1999/01 | HYSTERIC BLAME                      | CREEPY CLOW                                                               | Erihito Saji                    |
| 1999/01 | Dir en grey                         | ZAN                                                                       | Hiroyuki Kondō                  |
| 1999/01 | Dir en grey                         | Yurameki                                                                  | Hiroyuki Kondō                  |
| 1999/01 | Dir en grey                         | Akuro no oka                                                              | Hiroyuki Kondō                  |
| 1999/04 | Ōdō bōzu                            | Happy!                                                                    | Hiroyuki Kondō                  |
| 1999/04 | La'Mule                             | Curse                                                                     | Hiroyuki Kondō                  |
| 1999/05 | Dir en grey                         | Cage                                                                      | Hiroyuki Kondō                  |
| 1999/06 | MIRAGE                              | ...Air                                                                    | Erihito Saji                    |
| 1999/07 | Dir en grey                         | Yokan                                                                     | Hiroyuki Kondō                  |
| 1999/08 | d.p.s                               | JUSTICE                                                                   | Erihito Saji                    |
| 1999/08 | Dir en grey                         | Tsumi to batsu                                                            | Hiroyuki Kondō                  |
| 1999/08 | Dir en grey                         | Schwein no isu                                                            | Hiroyuki Kondō                  |
| 1999/08 | Dir en grey                         | 304 gōshitsu, hakushi no sakura                                           | Hiroyuki Kondō                  |
| 1999/09 | Dir en grey                         | raison detre                                                              | Hiroyuki Kondō                  |
| 1999/09 | Dir en grey                         | MASK                                                                      | Hiroyuki Kondō                  |
| 1999/09 | Dir en grey                         | mazohyst of decadence                                                     | Hiroyuki Kondō                  |
| 1999/10 | La'Mule                             | Kekkai                                                                    | Hiroyuki Kondō                  |
| 1999/12 | Puela                               | Ayatsuri ningyō                                                           | Michiyuki Kondō                 |
| 1999/12 | S                                   | xxx,S                                                                     | Michiyuki Kondō                 |
| 1999/12 | Jolly Pickles                       | Freedom                                                                   | Hiroyuki Kondō                  |
| 2000/01 | Dir en grey                         | Myaku                                                                     | Hiroyuki Kondō                  |
| 2000/02 | Vasalla                             | D.N.A.                                                                    | Michiyuki Kondō                 |
| 2000/03 | Syndrome                            | deep sky                                                                  | Erihito Saji                    |
| 2000/03 | Shiver                              | hypnosis                                                                  | Erihito Saji                    |
| 2000/04 | Dir en grey                         | 【KR】cube                                                                | Hiroyuki Kondō                  |
| 2000/06 | Kojima                              | Hot Of Use Generation                                                     | Hiroyuki Kondō                  |
| 2000/07 | Kōji Suzuki                         | Prologue                                                                  | Hiroyuki Kondō                  |
| 2000/07 | Dir en grey                         | Taiyō no ao                                                               | Hiroyuki Kondō                  |
| 2000/09 | Kōji Suzuki                         | Tsubasa no motsu jiyū                                                     | Hiroyuki Kondō                  |
| 2000/12 | Kojima                              | Shutting Life                                                             | Hiroyuki Kondō                  |
| 2001/01 | RAPTURE                             | The search                                                                | Hiroyuki Kondō                  |
| 2001/02 | Dir en grey                         | ain't afraid to die                                                       | Hiroyuki Kondō                  |
| 2001/07 | Dué le quartz                       | Re:plica                                                                  | Hiroyuki Kondō                  |
| 2001/08 | Dir en grey                         | FILTH                                                                     | Hiroyuki Kondō                  |
| 2001/10 | Dir en grey                         | JESSICA                                                                   | Hiroyuki Kondō                  |
| 2001/12 | Dir en grey                         | embryo                                                                    | Hiroyuki Kondō                  |
| 2002/01 | Kagerou                             | Yūgure no shazai                                                          | Hiroyuki Kondō                  |
| 2002/04 | Dué le quartz                       | Rodeo                                                                     | Hiroyuki Kondō                  |
| 2002/06 | JILS                                | Shōdō                                                                     | Hiroyuki Kondō                  |
| 2002/06 | Plastic Tree                        | Aoi tori                                                                  | Hiroyuki Kondō                  |
| 2002/06 | Kagerou                             | Gozen sanji no taiyōkō sen                                                | Michiyuki Kondō                 |
| 2002/06 | Kagerou                             | Yubikiri                                                                  | Michiyuki Kondō                 |
| 2002/07 | Dir en grey                         | Child prey                                                                | Hiroyuki Kondō                  |
| 2002/08 | Kagerou                             | Idol kurui no shinrigaku                                                  | Hiroyuki Kondō                  |
| 2002/08 | Kagerou                             | List Cutter                                                               | Hiroyuki Kondō                  |
| 2002/08 | Kagrra,                             | Kotodama                                                                  | Hiroyuki Kondō                  |
| 2002/09 | miyavi                              | Girls, be ambitious                                                       | Hiroyuki Kondō                  |
| 2002/10 | miyavi                              | POP is dead                                                               | Hiroyuki Kondō                  |
| 2002/10 | miyavi                              | Shindemo Boogie-Woogie                                                    | Hiroyuki Kondō                  |
| 2002/10 | Psycho le Cému                      | 「Ai no uta」LIVE ver.                                                    | Hiroyuki Kondō                  |
| 2002/11 | Psycho le Cému                      | Shunkashūtō                                                               | Hiroyuki Kondō                  |
| 2002/12 | Dir en grey                         | DRAIN AWAY                                                                | Hiroyuki Kondō                  |
| 2003/01 | Psycho le Cému                      | Gekiai Merry Go Round                                                     | Hiroyuki Kondō                  |
| 2003/01 | baroque                             | butterfly                                                                 | Hiroyuki Kondō                  |
| 2003/02 | miyavi                              | Jibun kakumei -2003-                                                      | Hiroyuki Kondō                  |
| 2003/03 | Dir en grey                         | Kasumi                                                                    | Hiroyuki Kondō                  |
| 2003/04 | Kagerou                             | Kakokei shinjitsu                                                         | Michiyuki Kondō                 |
| 2003/04 | Kagrra,                             | Haru urara                                                                | Hiroyuki Kondō                  |
| 2003/04 | Plastic Tree                        | Baka ni natta no ni                                                       | Hiroyuki Kondō                  |
| 2003/06 | Dir en grey                         | OBSCURE                                                                   | Hiroyuki Kondō                  |
| 2003/09 | Plastic Tree                        | Mizuiro girlfriend                                                        | Hiroyuki Kondō                  |
| 2003/11 | Onmyo-za                            | Nemuri                                                                    | Hiroyuki Kondō                  |
| 2003/12 | Kagerou                             | XII dizzy                                                                 | Hiroyuki Kondō                  |
| 2003/12 | Plastic Tree                        | 「Yuki hotaru」                                                           | Hiroyuki Kondō                  |
| 2003/12 | Psycho le Cému                      | Omoide aruki                                                              | Hiroyuki Kondō                  |
| 2004/02 | Plastic Tree                        | Harusaki sentimental                                                      | Hiroyuki Kondō                  |
| 2004/02 | Dir en grey                         | THE FINAL                                                                 | Hiroyuki Kondō                  |
| 2004    | the GazettE                         | No.[666]                                                                  | Hiroyuki Kondō                  |
| 2004    | the GazettE                         | Anata no tame no kono inochi.                                             | Hiroyuki Kondō                  |
| 2004    | Dir en grey                         | Machiavellism (LIVE Ver.)                                                 | Hiroyuki Kondō                  |
| 2004    | Plastic Tree                        | Melancholic                                                               | Hiroyuki Kondō                  |
| 2004    | Onmyo-za                            | Kumikyoku「Yoshitsune」~ Akki hogan                                       | Hiroyuki Kondō                  |
| 2004    | Onmyo-za                            | Kumikyoku「Yoshitsune」~ Raise kaiko                                      | Hiroyuki Kondō                  |
| 2004    | Vidoll                              | Ningyo                                                                    | Hiroyuki Kondō                  |
| 2004    | Phantasmagoria                      | Material Pain                                                             | Hiroyuki Kondō                  |
| 2004    | Vidoll                              | 「F」Stein to「M」                                                        | Hiroyuki Kondō                  |
| 2004    | Dir en grey                         | saku                                                                      | Hiroyuki Kondō                  |
| 2005    | Maximum the Hormone                 | Rokkinpo goroshi                                                          | Hiroyuki Kondō                  |
| 2005    | Phantasmagoria                      | fairy times memory                                                        | Michiyuki Kondō                 |
| 2005    | Dir en grey                         | Kodō                                                                      | Hiroyuki Kondō                  |
| 2005    | Kagerou                             | Zetsubō ni sayonara                                                       | Hiroyuki Kondō                  |
| 2005    | Vidoll                              | Remind Story                                                              | Hiroyuki Kondō                  |
| 2005    | Onmyo-za                            | Koga ninpocho                                                             | Hiroyuki Kondō                  |
| 2005    | Vidoll                              | Shinbun mass comm kankeisha no kata he...                                 | Hiroyuki Kondō                  |
| 2005    | Plastic Tree                        | Sanbika                                                                   | Hiroyuki Kondō                  |
| 2005    | D                                   | Yami yori kurai dōkoku no a cappella to bara yori akai jōnetsu no aria    | Hiroyuki Kondō                  |
| 2005    | 12012                               | BURN                                                                      | Hiroyuki Kondō                  |
| 2005    | 12012                               | Shinjiki                                                                  | Hiroyuki Kondō                  |
| 2005    | 12012                               | another scene                                                             | Hiroyuki Kondō                  |
| 2005    | Phantasmagoria                      | NEO ARK                                                                   | Hiroyuki Kondō                  |
| 2005    | Phantasmagoria                      | Hikari ni furu ame                                                        | Hiroyuki Kondō                  |
| 2005    | MASK                                | Mirai he no tsubasa                                                       | Michiyuki Kondō                 |
| 2005    | Maiko                               | Sakurako                                                                  | Hiroyuki Kondō                  |
| 2005    | D                                   | Sleeper                                                                   | Hiroyuki Kondō                  |
| 2005    | D                                   | Mayutsuki no hitsugi                                                      | Hiroyuki Kondō                  |
| 2005    | Ayabie                              | Kuroi tsukasasa guito shinegai                                            | Akira Kinugawa                  |
| 2005    | Plastic Tree                        | Namae no nai hana                                                         | Hiroyuki Kondō                  |
| 2005    | Plastic Tree                        | Ghost                                                                     | Hiroyuki Kondō                  |
| 2005    | bis                                 | Start                                                                     | Hiroyuki Kondō                  |
| 2005    | Kagerou                             | Kusatta umi de oborekakateiru boku wo sukutte kureta kimi                 | Hiroyuki Kondō                  |
| 2005    | Plastic Tree                        | Kūchū buranko                                                             | Hiroyuki Kondō                  |
| 2005    | LAREINE                             | Setsurenka                                                                | Michiyuki Kondō                 |
| 2005    | Phantasmagoria                      | Mikansei to Guild                                                         | Erihito Saji                    |
| 2005    | Phantasmagoria                      | NEVER REBELLION                                                           | Hiroyuki Kondō                  |
| 2006    | Vidoll                              | Shutdown                                                                  | Hiroyuki Kondō                  |
| 2006    | Vidoll                              | Chocoripeyes                                                              | Hiroyuki Kondō                  |
| 2006    | Ayabie                              | Japanese Low-Res Caramel Town                                             | Akira Kinugawa                  |
| 2006    | 12012                               | icy ~cold city~                                                           | Hiroyuki Kondō                  |
| 2006    | Dir en grey                         | dead tree                                                                 | Hiroyuki Kondō                  |
| 2006    | Vidoll                              | Eliza                                                                     | Akira Kinugawa                  |
| 2006    | Vidoll                              | Deathmate                                                                 | Michiyuki Kondō                 |
| 2006    | Vidoll                              | Kuroneko                                                                  | Hiroyuki Kondō                  |
| 2006    | Kagerou                             | Tonari machi no kanojo                                                    | Hiroyuki Kondō, Michiyuki Kondō |
| 2006    | D                                   | Taiyō wo okuru hi                                                         | Hiroyuki Kondō                  |
| 2006    | Maiko                               | Gettō                                                                     | Hiroyuki Kondō                  |
| 2006    | Vidoll                              | Gothikaroid                                                               | Akira Kinugawa                  |
| 2006    | Vidoll                              | SinAI ~Migite no cutter to hidarite no drug to kusuriyubi no fukai ai to~ | Hiroyuki Kondō                  |
| 2006    | Vidoll                              | Orihime                                                                   | Michiyuki Kondō                 |
| 2006    | 12012                               | PISTOL                                                                    | Akira Kinugawa                  |
| 2006    | 12012                               | Wana                                                                      | Akira Kinugawa                  |
| 2006    | 12012                               | Over...                                                                   | Akira Kinugawa                  |
| 2006    | ASAGI                               | Corvinus                                                                  | Hiroyuki Kondō                  |
| 2006    | Dir en grey                         | Ryōjoku no ame                                                            | Hiroyuki Kondō                  |
| 2007    | 12012                               | Cyclone                                                                   | Akira Kinugawa                  |
| 2007    | the studs                           | thursday                                                                  | Hiroyuki Kondō                  |
| 2007    | Onmyo-za                            | Kokui no ten'nyo                                                          | Hiroyuki Kondō                  |
| 2007    | D                                   | Barairo no hibi                                                           | Hiroyuki Kondō                  |
| 2007    | Megamasso                           | Imomushi no aruji                                                         | Akira Kinugawa                  |
| 2007    | D'espairsRay                        | TRICKSTeR                                                                 | Hiroyuki Kondō                  |
| 2007    | Sugar                               | Yokusō                                                                    | Michiyuki Kondō                 |
| 2007    | Megamasso                           | Hoshi furi machi nite                                                     | Akira Kinugawa                  |
| 2007    | D'espairsRay                        | Squall                                                                    | Hiroyuki Kondō                  |
| 2007    | D                                   | Schwarzschild                                                             | Hiroyuki Kondō                  |
| 2007    | Phantasmagoria                      | Kami uta                                                                  | Hiroyuki Kondō                  |
| 2007    | D                                   | Kuon                                                                      | Hiroyuki Kondō                  |
| 2007    | D                                   | Ōka saki some ni keri                                                     | Hiroyuki Kondō                  |
| 2007    | Dir en grey                         | DOZING GREEN                                                              | Hiroyuki Kondō                  |
| 2008    | Ayabie                              | TheMe                                                                     | Akira Kinugawa                  |
| 2008    | the studs                           | Creepy Crawly                                                             | Hiroyuki Kondō                  |
| 2008    | lynch.                              | Ambivalent Ideal                                                          | Hiroyuki Kondō                  |
| 2008    | 12012                               | AS                                                                        | Hiroyuki Kondō                  |
| 2008    | Sugar                               | afterglow                                                                 | Michiyuki Kondō                 |
| 2008    | Kaya                                | Chocolat                                                                  | Akira Kinugawa                  |
| 2008    | 12012                               | MERRY GO WORLD                                                            | Hiroyuki Kondō                  |
| 2008    | Vidoll                              | Blue star                                                                 | Michiyuki Kondō                 |
| 2008    | D'espairsRay                        | KAMIKAZE                                                                  | Hiroyuki Kondō                  |
| 2008    | Zoro                                | KITSUNE                                                                   | Akira Kinugawa                  |
| 2008    | Onmyo-za                            | Kureha                                                                    | Hiroyuki Kondō                  |
| 2008    | Dir en grey                         | GLASS SKIN                                                                | Hiroyuki Kondō                  |
| 2009    | 12012                               | Hallelujah                                                                | Akira Kinugawa                  |
| 2009    | D                                   | Nocturnal                                                                 | Hiroyuki Kondō                  |
| 2009    | Mucc                                | Sora to ito                                                               | Hiroyuki Kondō                  |
| 2009    | boogieman                           | NIRVANA                                                                   | Hiroyuki Kondō, Akira Kinugawa  |
| 2009    | boogieman                           | Gokugashū                                                                 | Hiroyuki Kondō                  |
| 2009    | Onmyo-za                            | Aoki dokugan                                                              | Hiroyuki Kondō                  |
| 2009    | THE KIDDIE                          | soar                                                                      | Hiroyuki Kondō                  |
| 2009    | THE KIDDIE                          | BLACK SIDE                                                                | Hiroyuki Kondō                  |
| 2009    | Dir en grey                         | Reiketsu nariseba                                                         | Hiroyuki Kondō                  |
| 2009    | Dir en grey                         | VINUSHKA                                                                  | Hiroyuki Kondō                  |
| 2009    | THE KIDDIE                          | POPLAR                                                                    | Hiroyuki Kondō, Akira Kinugawa  |
| 2009    | Dir en grey                         | Hageshisa to, kono mune no naka de karamitsuita shakunetsu no yami        | Hiroyuki Kondō                  |
| 2010    | The LEGENDARY SIX NINE              | Cruel                                                                     | Hiroyuki Kondō                  |
| 2010    | AA=                                 | GREED...                                                                  | Hiroyuki Kondō                  |
| 2010    | THE KIDDIE                          | smile.                                                                    | Hiroyuki Kondō                  |
| 2010    | MERRY                               | The Cry Against...                                                        | Hiroyuki Kondō                  |
| 2010    | MERRY                               | Monochrome                                                                | Hiroyuki Kondō                  |
| 2010    | Marty Friedman                      | Bad D.N.A.                                                                | Hiroyuki Kondō                  |
| 2010    | THE KIDDIE                          | Calling                                                                   | Hiroyuki Kondō                  |
| 2010    | DOG in The Parallel World Orchestra | Aozora halation                                                           | Hiroyuki Kondō                  |
| 2010    | ALI PROJECT                         | Zekkoku TEMPEST                                                           | Hiroyuki Kondō                  |
| 2010    | ALI PROJECT                         | Ai to Makoto                                                              | Hiroyuki Kondō, Akira Kinugawa  |
| 2010    | DOG in The Parallel World Orchestra | POCKET★ROCKET                                                             | Hiroyuki Kondō                  |
| 2010    | Lin -the end of corruption world-   | Metamorphose                                                              | Hiroyuki Kondō                  |
| 2010    | THE KIDDIE                          | STEADY                                                                    | Hiroyuki Kondō                  |
| 2010    | acid android                        | violator:1.02                                                             | Hiroyuki Kondō                  |
| 2011    | Dir en grey                         | LOTUS                                                                     | Hiroyuki Kondō                  |
| 2011    | Onmyo-za                            | Konpeki no sōjin                                                          | Hiroyuki Kondō                  |
| 2011    | Lin -the end of corruption world-   | Flowers Bloom                                                             | Hiroyuki Kondō                  |
| 2011    | Nightmare                           | ByeBye                                                                    | Hiroyuki Kondō                  |
| 2011    | Nightmare                           | VERMILION.                                                                | Hiroyuki Kondō                  |
| 2011    | Dir en grey                         | DIFFERENT SENSE                                                           | Hiroyuki Kondō                  |
| 2011    | Dir en grey                         | ZAN                                                                       | Hiroyuki Kondō                  |
| 2011    | Nightmare                           | Star Spangled Breaker                                                     | Hiroyuki Kondō                  |
| 2011    | Nightmare                           | SLEEPER                                                                   | Hiroyuki Kondō                  |
| 2011    | the GazettE                         | REMEMBER THE URGE                                                         | Hiroyuki Kondō                  |
| 2011    | the GazettE                         | THE SUICIDE CIRCUS                                                        | Hiroyuki Kondō                  |
| 2012    | Nightmare                           | mimic                                                                     | Hiroyuki Kondō                  |
| 2012    | the GazettE                         | DERANGEMENT                                                               | Hiroyuki Kondō                  |
| 2012    | MERRY                               | Fukurō                                                                    | Hiroyuki Kondō                  |
| 2012    | ALI PROJECT                         | Kyōmu densen                                                              | Hiroyuki Kondō                  |
| 2013    | Yuko Suzuhana with Wagakki Band     | Tengaku                                                                   | Hiroyuki Kondō                  |
| 2013    | Dir en grey                         | Unraveling                                                                | Hiroyuki Kondō                  |